# Rektifikacija (kemija)
Rektifikacija je kemijsko-tehnološki proces kojim se iz kapljevine uklanja hlapljive sastojke više puta ponavljanom frakcijskom destilacijom i kondenzacijom ili adsorpcijom i desorpcijom. Primjenjuje se pri čišćenju nekih tekućih kemikalija.
Rektifikacija se izvodi u rektifikacijskim kolonama koje su valjkasta oblika. Kod destilacije kondenzacijom i destilacijom, tvar se između pare i kapljevine prenosi difuzijom, što rektifikaciju čini difuzijskom jediničnom operacijom, dok ostale vrste destilacije se zasnivanju na isparavanju. U rektifikaciji se mogu primjenjivati dva rješenja kontaktnih tijela koja se primjenjuju u koloni, pa prema njima rektifikaciju dijelimo na stupnjevitu (kolona s pliticama) i kontinuiranu (kolona s punilima).